# Anaspis garneysi
Anaspis garneysi es una especie de coleóptero de la familia Scraptiidae.

## Distribución geográfica
Habita en Gran Bretaña.